# ロンドンドラッグ

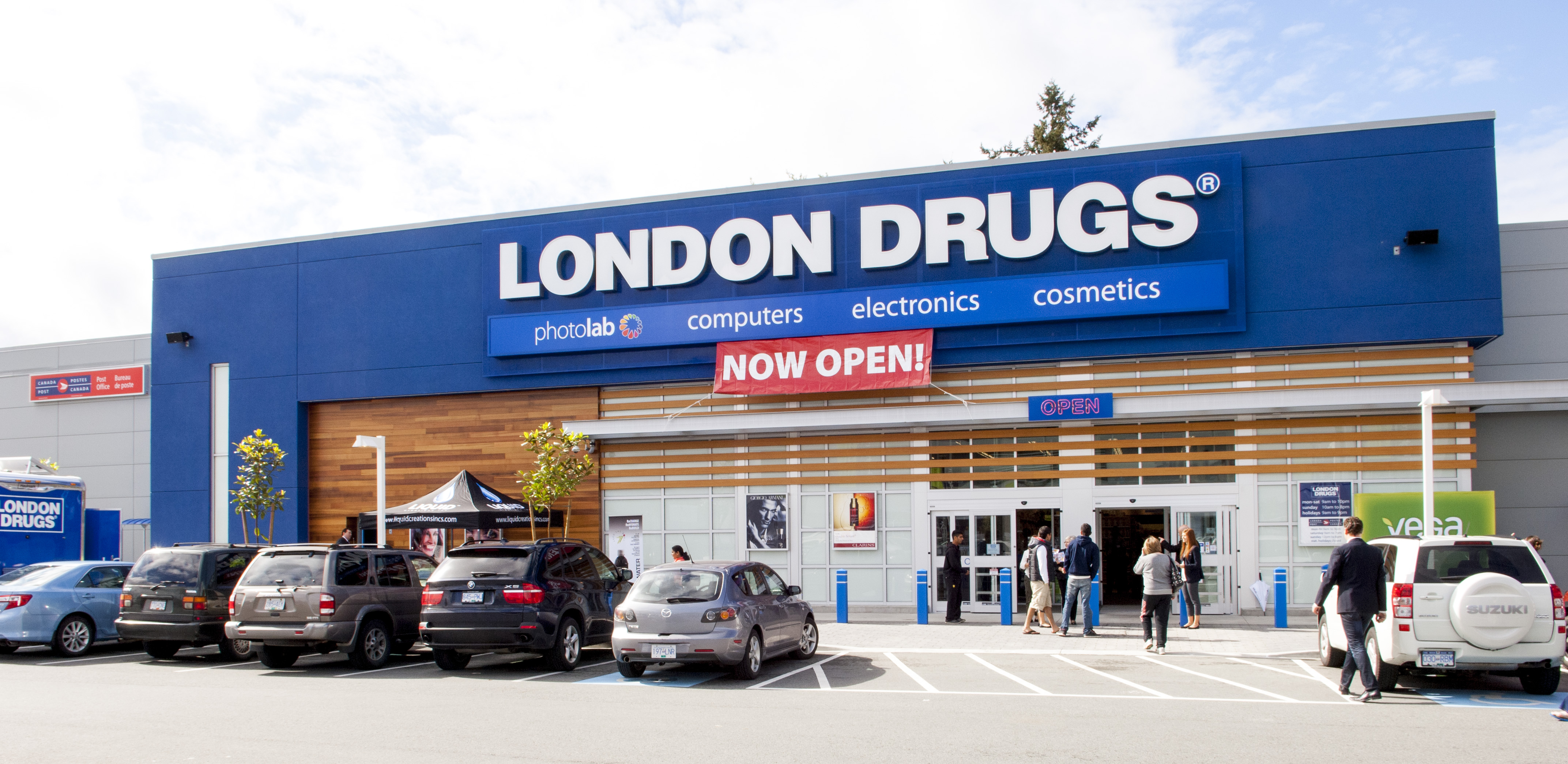
店舗外観（ブリティッシュコロンビア州、アボッツフォード）

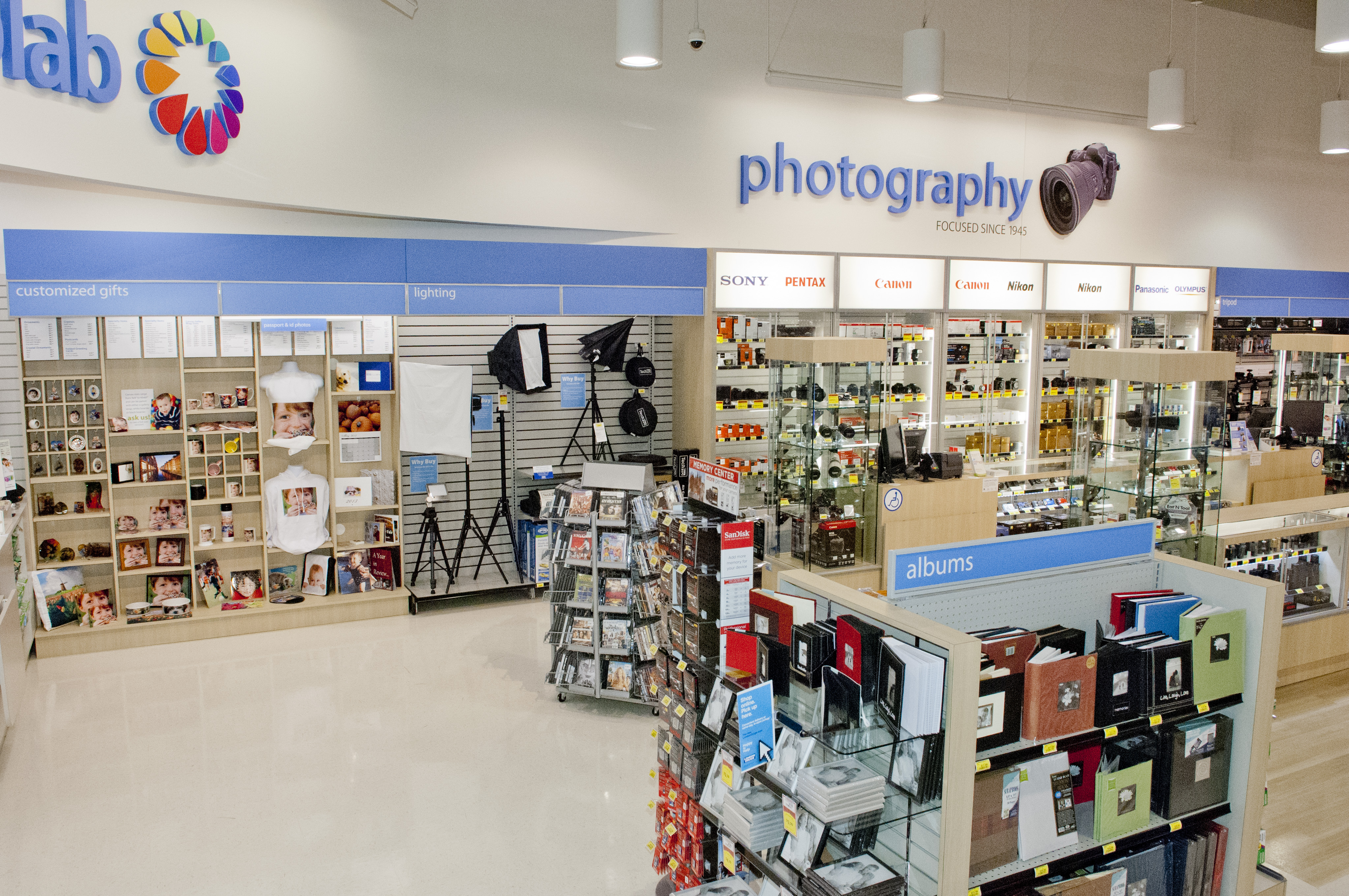
カメラ売り場

ロンドンドラッグ（英: London Drugs）は、ブリティッシュコロンビア州のメトロバンクーバー圏を拠点に展開されているカナダのドラッグストアチェーンである。ブリティッシュコロンビア州（おもにメトロバンクーバー圏）を中心に、アルバータ州、サスカチュワン州、マニトバ州とカナダの南西4州で事業を展開している。2021 年 6 月の時点で、このチェーンはブリティッシュ コロンビア州、アルバータ州、サスカチュワン州、マニトバ州に 78 店舗を展開している。 薬局サービスに加えて、電化製品、家庭用品、化粧品、限定された食料品も販売。現在は、予約制でCovidー19の予防接種も行っている。

## 概要
バンクーバー都市圏を中心に展開されているドラッグストアで、バンクーバーのダウンタウンで創業されたが、現在は同州リッチモンドに本社を構えている。
同国内の一般的なドラッグストア同様に医薬品や食料品、雑誌、公共交通機関のチケットなどを販売しているが、それ以外にもカメラやビデオゲームといった電化製品、DVDや書籍の販売なども手掛けているのが特徴である。煙草も販売しているが、アルバータ州の店舗では同州の条例に基づき販売していない。
カナダの西海岸でも有数の規模を誇る小売業者であり、2010年現在で72店舗が展開されている。うちバンクーバー市内に10店舗あるなど、ブリティッシュコロンビア州に店舗が集中（48店舗）しており、このほかではアルバータ州に20店舗、サスカチュワン州に3店舗、マニトバ州のウィニペグに1店舗がある。現時点でカナダ国外での事業は行っていない。

## 歴史
創業は第二次世界大戦の終結間もない1945年で、創業者であるサム・バスがバンクーバーのメイン通りに構えた1000平方フィート（約92.9平方メートル）ほどの小さな薬局がその第1号店であった。店舗名の「ロンドン」は、カナダ国王の本拠であるイングランドの首都・ロンドンから取ったものであった。開店当初より週末や夜間でも営業を行い、小さい店舗ながらも集客に成功した。
1940年代の後半、ロンドンドラッグ1号店の隣にあったカメラ屋が店を畳むことになった際、ロンドンドラッグはその在庫のカメラを安く買い取った。そのカメラを1号店の店内で販売したことが評判となり、これが契機となって後のカメラなどの撮影機器、および電化製品の販売を手掛けるようになった。この試みは当時においても異例のものであった。
ロンドンドラッグは1975年にアメリカ合衆国のデイリン社に売却されたが、同社の経営が悪化したことが原因で、翌年に再び売りに出されている。これにバンクーバーで食料品店チェーンを営んでいた中国系カナダ人のトン・ルイが目をつけ、まったくの他業種であるロンドンドラッグを身内の懸念を押し切ってまで買収した。結果としてこの決断は功を奏し、程なくして隣州のアルバータ州にも事業が拡大するなどもあり、10年ほど店舗数を3倍に増やすほどの成功となった。
また、この頃より台所回りの家電や、当時まだ薬局での販売が一般的でなかった化粧品などの販売、さらに写真のスピード現像サービスを始めるなど、販売品目の多様化も行われた。現在ではパソコンやテレビなどの情報・オーディオ機器なども販売するなど更に多角化している。